# Ølstykke Kirke
Ølstykke Kirke ligger i Gammel Ølstykke ca. 9 km SØ for Frederikssund (Region Hovedstaden).

## Eksterne kilder og henvisninger
- Ølstykke Kirke på KortTilKirken.dk
- Ølstykke Kirke hos danmarkskirker.natmus.dk (Danmarks Kirker, Nationalmuseet)